# Abquy
Abquy (persan : ابقوي romanisé en Ābqūy) est un village dans la province du Khorasan-e Razavi en Iran. Lors du recensement de 2006, sa population était de 227 habitants répartis dans 59 familles.